# Chalcopteryx radians
Chalcopteryx radians är en trollsländeart som beskrevs av Friedrich Ris 1914. Chalcopteryx radians ingår i släktet Chalcopteryx och familjen Polythoridae. Inga underarter finns listade i Catalogue of Life.